# Vore Tænder
|  | Denne artikel er oprettet af botten PalnaBot ud fra en ekstern database. Den kan derfor have sproglige fejl eller mangler. Denne skabelon kan fjernes efter kontrol af indholdet. |

Vore Tænder er en dokumentarfilm instrueret af Theodor Christensen efter manuskript af J.J. Holst, Hr. Christophersen.

## Handling
Filmen fortæller om, hvorledes vores tænder bliver dannet, hvad de består af, og hvorledes de ernæres. Filmen belyser endvidere, hvorledes skader på tænderne kan repareres og forklarer betydningen af daglig renholdelse og regelmæssig eftersyn af tænderne hos tandlægen.